# GPIO
Ein GPIO (für engl. General Purpose Input/Output, wörtlich Allzweckeingabe/-ausgabe) ist ein allgemeiner digitaler Kontaktstift an einem integrierten Schaltkreis (IC), dessen Verhalten, unabhängig, ob als Eingabe- oder Ausgabekontakt, durch logische Programmierung frei bestimmbar ist. GPIO-Kontakten ist kein Zweck vorgegeben, sie sind daher standardmäßig unbelegt.

## Verbindung
Ein GPIO-Kanal (Port) ist eine Gruppe von mehreren zusammengefassten Kontakten, die als ein logischer Kanal angesprochen werden.

## Anwendungsbeispiele
Als Eingabe geschaltet, kann beispielsweise der Zustand eines Tasters – offen oder geschlossen – durch den IC abgefragt werden. Als Ausgang können (unter Berücksichtigung der zulässigen Strom- und Spannungsparameter gegebenenfalls indirekt) beliebige elektrische Elemente wie Leuchtdioden oder Aktoren ein- oder ausgeschaltet werden. Auch Kommunikationsprotokolle wie I²C und Serial Peripheral Interface werden über solche Kontakte abgewickelt, wenn die Schaltung keine oder nicht genug spezialisierte Kontakte für sie hat; dazu muss das im Protokoll definierte Verhalten selbst programmiert werden.